# Dover, New Jersey
Dover är en stad i Morris County i delstaten New Jersey, USA. Vid folkräkningen år 2000 bodde 18 188 personer på orten. Den har enligt United States Census Bureau en area på totalt 7 km² varav 0,1 km² är vatten.